# 霍瓦特
霍瓦特（德語： Horvath，Horvat，Хорват）为德語国家姓氏。可以指：

## 人名
- 菲利普·霍瓦特（法語：Philippe Horvath，1970年4月17日－），法國分子生物學家。
- 艾瑪·霍瓦特（英語：Ema Horvath，1994年1月28日)，美國女演員。
- 亚历山大·霍瓦特（斯洛伐克語：Alexander Horváth，1938年12月28日－2022年8月31日），斯洛伐克男子足球运动员，司职后卫。
- 埃列娜·霍瓦特（羅馬尼亞語：Elena Horvat，1958年7月4日－），罗马尼亚女子赛艇运动员。
- 帕维尔·霍瓦特（捷克語發音：Pavel Horváth; 1975年4月22日－），美國生物學家。
- 约翰·霍瓦特（德語：Johann Horvath，1903年5月20日－1968年7月30日），奥地利前男子足球运动员。
- 伊维察·霍瓦特（克羅埃西亞語：Ivica Horvat，1926年7月16日－2012年8月27日），克罗地亚男子足球运动员。
- 薛尼·波勒（義大利語：Frank Horvat，1928年4月28日－2020年10月21日），意大利猶太人，時尚攝影師。
- 赫尔沃耶·霍瓦特（克羅埃西亞語：Hrvoje Horvat，1946年5月22日－），克罗地亚男子手球运动员。
- 兹拉特科·霍瓦特（克羅埃西亞語：Zlatko Horvat，1984年9月25日－），克罗地亚男子手球运动员。
- 米兰·霍瓦特（Milan Horvat，1919年7月28日－2014年1月1日），克羅地亞指揮家。
- 斯特万·霍瓦特（塞尔维亚语西里尔字母：Стеван Хорват，塞尔维亚语拉丁字母：Stevan Horvat，1932年10月7日－2018年5月28日），德國女子游泳者。
- 弗朗奇斯克·霍瓦特（羅馬尼亞語：Francisc Horvath，1928年10月19日－），罗马尼亚男子摔跤运动员。

## 也可以看看
- 霍瓦斯

|  | 本页或本分段罗列了姓氏为「霍瓦特」的人物。 如果是一个指代特定个人的内链将您引导到本页，請考慮修正該人物的名字以將链接指向正確的條目。 |